# Shirataki
Shirataki (白滝, "hvidt vandfald") er traditionelle japanske nudler med lav fysiologisk brændværdi. De er især udbredte i det japanske og kinesiske køkken. Shiratakis udseende minder om glasnudler, men de er lidt tykkere.
Shirataki består overvejende af vand og den kostfiberrige mel (glucomannan) fra amorphophallus konjac. Traditionel shirataki indeholder derfor ingen hurtigt opbrugte kulhydrater og er glutenfri, hvilket gør dem egnede til kulhydratfattig ernæring og tilsvarende diæter.
Shirataki har kun lidt egen smag og lugter svagt af fisk. Den kan dog få smag fra for eksempel sovs.